# 川北元
川北 元（かわきた げん、1976年3月25日 - ）は、日本のバレーボール指導者。妻は北京オリンピック日本代表の狩野美雪。

## 来歴
東京都出身。東京都立千歳丘高等学校を卒業後、順天堂大学に進学しバレーボール部に在籍。コーチング科学を学び、1999年に順天堂大学大学院スポーツ健康科学研究科で修士号を取得。その後は、同大学のバレーボール部コーチをしながら、幼稚園・中学・高校の講師を掛け持ちしていた。
2001年に渡米し、ユタ州プロボにあるブリガムヤング大学のカール・マクガウン（Carl McGown）監督のもとで1ヶ月学んだ後、ペンシルベニア州にある州立大学（ロックヘブン大学）のトム・ジャスティス（Tom Justice）監督に誘われて同大学のアシスタントコーチに就いた。並行して、1年のうち半年はアメリカ女子代表チーム（監督は郎平）にて、指導する生活を送った。アメリカ女子代表は2008年には北京オリンピックで銀メダルを獲得。川北は、ゲーム分析や技術指導を担当した。
同年の北京オリンピック前のワールドグランプリの際、眞鍋政義（当時の久光の監督）に誘われ、久光製薬スプリングスでコーチ兼通訳を務めること（帰国）となった（アメリカ代表選手のローガン・トムが久光へ移籍するタイミングもあった）。翌2009年からは全日本女子チームの監督に就任した眞鍋のもと、全日本女子の戦術・戦略コーチを務めることとなった。
英語も習得し、その後もトルコ、ロシア、セルビアなどで、強化システムや戦術・戦略を学ぶ機会も持った。
2012年、狩野美雪と結婚。
同年のロンドンオリンピック後の、木村沙織（日本代表）のワクフバンク・テュルクテレコム（トルコ）移籍に合わせ、川北も同チームのコーチに就任し、サポートした。
2017年5月11日、V・プレミアリーグのデンソーエアリービーズは川北の監督招聘を発表。
2022年、日本女子代表のコーチに就任。眞鍋政義が同監督に復帰し、再び眞鍋の下で活動することとなった。そのため、5シーズン務めたデンソーの監督を退任。戦術・戦略コーチ、ブレイク総括コーチを経て、統括コーチ兼サーブコーチを務める。
2024年、パリオリンピック終了後にKUROBEアクアフェアリーズ富山の監督に就任することが発表された。

## 指導歴
- 順天堂大学（1999-2001年）
- ロックヘブン大学（英語版）（2002-2008年）
- アメリカ合衆国女子代表
- 久光製薬スプリングス（2008-2009年）
- 女子日本代表（2009-2016年）
- ワクフバンク（2012-2014年）
- デンソーエアリービーズ（2017-2022年）
- 女子日本代表（2022-2024年）
- KUROBEアクアフェアリーズ富山（2024年-）